# PeterLicht

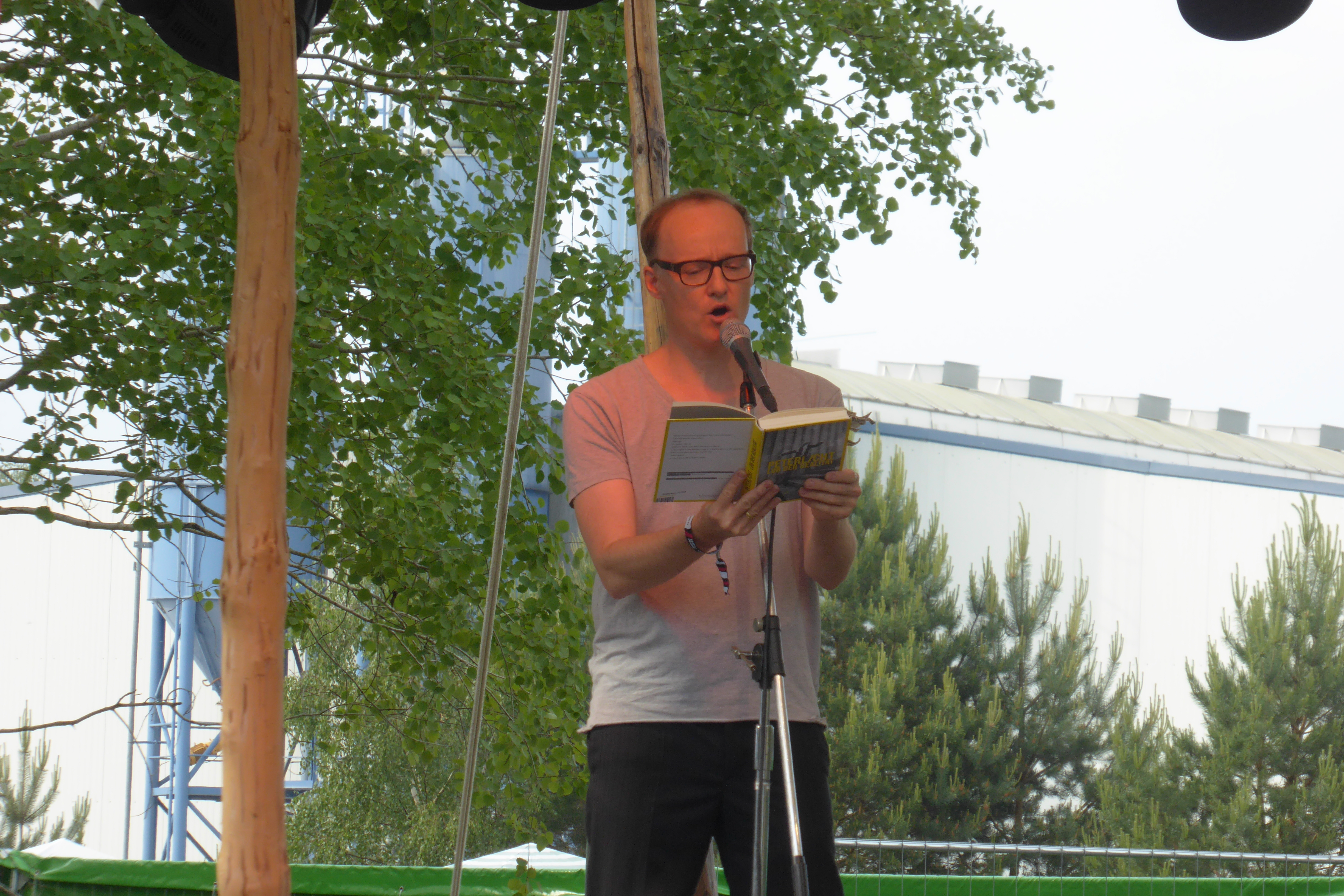
PeterLicht, 2016

PeterLicht (* als Meinrad Jungblut) ist ein deutscher Indie-Pop-Musiker und Schriftsteller (Essay, Drama, Roman, Kolumnen) aus Köln.

## Werk
PeterLicht präsentiert seine Arbeit in verschiedenen Formaten. Popmusik auf Tonträgern gibt es von ihm seit seiner ersten EP 6 Lieder, die er noch unter seinem bürgerlichen Namen Meinrad Jungblut im Jahr 2000 veröffentlichte.
Seinem dritten Album Lieder vom Ende des Kapitalismus (erschienen auf Motor Music, produziert von Jochen Naaf) vorausgehend, erschien im März 2006 sein Buch Wir werden siegen. Buch vom Ende des Kapitalismus (Blumenbar Verlag), eine Sammlung von Geschichten, Gedichten, Tagebuchfetzen, Slogans, Songtexten und Zeichnungen. Zudem brachte 2003 das Theaterprojekt Karoshi. Tod durch Überarbeitung an den Münchner Kammerspielen PeterLichts Musik erstmals auf die Theaterbühne. 2006 präsentierte die Regisseurin Christiane Pohle die Uraufführung von Wir werden siegen. Und das ist erst der Anfang an den Münchner Kammerspielen, ein Stück, das auf der Musik und den Texten PeterLichts basiert.
Bis März 2006 waren weder Fotos noch andere biographische Details bekannt. Zur Präsentation seines Buches auf der Leipziger Buchmesse absolvierte PeterLicht seinen ersten öffentlichen Live-Auftritt, im September 2006 startete er seine erste Live-Tournee. Dennoch lehnte er es ab, Fotos von sich machen zu lassen oder sich im Fernsehen zu zeigen. Bei einem Auftritt mit seiner Band bei Harald Schmidt am 18. Mai 2006 wurde nur sein Körper, nicht sein Gesicht gefilmt. 2007 erhielt PeterLicht den 3sat-Preis und den Publikumspreis beim Ingeborg-Bachmann-Wettbewerb für seinen Text Die Geschichte meiner Einschätzung am Anfang des dritten Jahrtausends.
Bei der Lesung seines Textes wurde er auf seine Bitte hin nur von hinten gefilmt, bei der Preisverleihung ließ er sich vertreten.
Im Oktober 2007 spielte PeterLicht im Hamburger Schauspielhaus zum Auftakt seiner 7-Städte-Deutschland-Tour, die ihn in die Hörfunksendung SWR Literatur im Foyer nach Mainz führte, wo es neben dem Gespräch mit PeterLicht drei Live-Titel gab. Im September 2008 erschien das Album Melancholie und Gesellschaft, auf dem PeterLicht erstmals mit einer Band zu hören ist.
Vom 24. Januar bis zum 8. März 2009 veranstaltete PeterLicht in den Münchner Kammerspielen das Festival vom unsichtbaren Menschen, in dem u. a. Konzerte, Theaterstücke und Lesungen stattfanden. Das zentrale Theaterstück Räume Räumen wurde dabei von S. E. Struck inszeniert (Co-Regie PeterLicht) und basiert sowohl auf seinen Songtexten als auch auf seiner Geschichte meiner Einschätzung am Anfang des dritten Jahrtausends. 2010 bearbeitete er im Auftrag des Berliner Maxim-Gorki-Theaters Molières Komödie Der Geizige, seine Neufassung wurde dort von Februar bis April gespielt.
Im Oktober 2011 kam PeterLichts fünftes Album Das Ende der Beschwerde mit einjähriger Verspätung heraus. Der FAZ-Rezensent beschrieb das Release-Konzert im Kölner Café Wahlen als an Niklas Luhmanns Systemtheorie erinnernd. Der Songpoet und Gesellschaftskritiker PeterLicht habe über die Jahre eine spannende, selbstreflektierte Wandlung vollzogen.
Weil seine Plattenfirma kein neues Album mehr finanzieren wollte, wählte PeterLicht den Weg über die Crowdfunding-Plattform Startnext. Auf diese Weise wurden bis April 2014 rund 19.500 Euro eingesammelt. Das erste Ergebnis war das Livealbum Lob Der Realität, das bei dem Label Staatsakt veröffentlicht wurde. Am 14. April 2016 wurde mit Der Menschen Feind PeterLichts zweite Molière-Überschreibung am Theater Basel uraufgeführt. Seit März 2016 schreibt er für die Süddeutsche Zeitung die Kolumne Lob der Realität.
Im Oktober 2018 wurde sein sechstes Studioalbum Wenn wir alle anders sind beim Hamburger Label Tapete Records veröffentlicht. Darauf folgte im März 2021 das Album Beton und Ibuprofen.
Im Herbst 2021 erschien der Roman Ja okay, aber beim Tropen Verlag. Darin stellt er lauter Selbstoptimierer-Typen aus einem Coworking-Space vor, die beleuchtet vom Gedankenstrom des teilnehmend beobachtenden Erzählers sich schlecht wie recht in der Unübersichtlichkeit der Zeitläufte zurechtfinden. Das Augenmerk liegt dabei eher in der literarischen Realitätsbeschreibung als in der wenig handlungsreichen Story. Es ist kein Corona-Roman.
2022 war er Mitgründer des PEN Berlin.
Am 4. Oktober 2024 erschien bei Tapete Records sein Album Alles klar.

## Preise
- 3sat-Preis und Publikumspreis beim Ingeborg-Bachmann-Preis 2007 für Die Geschichte meiner Einschätzung am Anfang des dritten Jahrtausends
- Liliencron-Dozentur 2018
- Das von ihm nach Molières Tartuffe verfasste Theaterstück Tartuffe oder Das Schwein der Weisen (inszeniert von Claudia Bauer am Theater Basel, 2018) wurde 2019 zum Berliner Theatertreffen eingeladen[14]

## Werke

### Diskografie

#### Alben und EPs
| Jahr | Titel                            | Höchstplatzierung, Gesamtwochen, AuszeichnungChartplatzierungen (Jahr, Titel, Platzierungen, Wochen, Auszeichnungen, Anmerkungen) | Höchstplatzierung, Gesamtwochen, AuszeichnungChartplatzierungen (Jahr, Titel, Platzierungen, Wochen, Auszeichnungen, Anmerkungen) | Anmerkungen      |
| Jahr | Titel                            | DE | AT | Anmerkungen      |
| ---- | -------------------------------- | --- | --- | ---------------- |
| 2001 | Vierzehn Lieder                  | DE68 (2 Wo.)DE | — | (BMG Modul)      |
| 2006 | Lieder vom Ende des Kapitalismus | DE79 (1 Wo.)DE | — | (Motor Music)    |
| 2008 | Melancholie und Gesellschaft     | DE34 (2 Wo.)DE | AT52 (2 Wo.)AT | (Motor Music)    |
| 2011 | Das Ende der Beschwerde          | DE33 (1 Wo.)DE | AT50 (1 Wo.)AT | (Motor Music)    |
| 2018 | Wenn wir alle anders sind        | DE28 (1 Wo.)DE | — | (Tapete Records) |
| 2021 | Beton und Ibuprofen              | DE22 (1 Wo.)DE | — | (Tapete Records) |
| 2024 | Alles klar                       | DE—DE | — | (Tapete Records) |

Weitere Alben
- 2000: 6 Lieder (Betrug)
- 2003: Stratosphärenlieder (BMG Modul)
- 2014: Lob der Realität (Staatsakt)

#### Singles
| Jahr | Titel Album                | Höchstplatzierung, Gesamtwochen, AuszeichnungChartplatzierungen (Jahr, Titel, Album, Platzierungen, Wochen, Auszeichnungen, Anmerkungen) | Höchstplatzierung, Gesamtwochen, AuszeichnungChartplatzierungen (Jahr, Titel, Album, Platzierungen, Wochen, Auszeichnungen, Anmerkungen) | Anmerkungen |
| Jahr | Titel Album                | DE | AT | Anmerkungen |
| ---- | -------------------------- | --- | --- | ----------- |
| 2001 | Sonnendeck Vierzehn Lieder | DE63 (9 Wo.)DE | AT—AT |             |

- 2001: Die transsylvanische Verwandte ist da // Heiterkeit (BMG Modul) Musik und Film
- 2002: Heiterkeit (BMG Modul)
- 2003: Safarinachmittag (BMG Modul)
- 2003: Die Geschichte vom Sommer (BMG Modul)
- 2006: Wettentspannen (Motor Music)
- 2006: Das absolute Glück (Motor Music)
- 2006: Lied vom Ende des Kapitalismus (Motor Music)
- 2008: Alles was du siehst gehört dir (Motor Music)
- 2008: Stilberatung/Restsexualität (Motor Music)
- 2011: Neue Idee
- 2021: Dämonen
- 2021: Ibuprofen

#### 12" Vinyl
- 2003: Sonnendeck – Remixe (Mofa Schallplatten/Neuton)
- 2002: Heiterkeit – Remixe (Mofa Schallplatten/Neuton)
- 2002: Die transsylvanische Verwandte ist da – Remixe (Mofa Schallplatten/Neuton)
- 2003: Safarinachmittag (BMG Modul)
- 2003: Die Geschichte vom Sommer (BMG Modul)
- 2003: Antilopen (BMG Modul)
- 2006: Das absolute Glück – Remixe (Motor Music)

### Literarisches Werk

#### Epik
- Wir werden siegen! Buch vom Ende des Kapitalismus, Blumenbar-Verlag, München 2006, 1. Aufl., ISBN 3-936738-23-8.
- Die Geschichte meiner Einschätzung am Anfang des dritten Jahrtausends, Blumenbar-Verlag, München 2008, 1. Aufl.
- Lob der Realität, Blumenbar-Verlag bei Aufbau, Berlin 2014, 1. Aufl., ISBN 978-3-351-05016-0.
- Ja okay, aber, Tropen Verlag (Klett-Cotta), Stuttgart 2021, ISBN 978-3-608-50519-1.[16]

#### Dramatik
- Wir werden siegen! Und das ist erst der Anfang (Uraufführung 9. Februar 2006, Münchner Kammerspiele)[17]
- mit SE Struck: Räume Räumen (Uraufführung 31. Januar 2009, Münchner Kammerspiele)[18]
- Neue Texte von PeterLicht. Von der Unmöglichkeit, eine Matratze zu kaufen, ohne das Universum anzuhalten (Uraufführung 22. Mai 2009, Schauspiel Leipzig)[18][19]
- Die Geschichte meiner Einschätzung am Anfang des dritten Jahrtausends (Uraufführung 18. September 2009, Theater Basel)[20]
- Der Geizige. Ein Familiengemälde nach Molière (Uraufführung 20. Februar 2010, Maxim Gorki Theater Berlin)[18]
- Das Abhandenkommen der Staaten (Uraufführung 30. Oktober 2010, Schauspiel Leipzig)[18][21]
- Wunder des Alltags (Uraufführung 20. September 2012, Düsseldorfer Schauspielhaus)[22]
- Das Sausen der Welt. Eine Raumeroberung (Uraufführung 14. Februar 2013, Schauspiel Köln)[23][24]
- Der Menschen Feind (Uraufführung 14. April 2016, Theater Basel)[25]
- Tartuffe oder Das Schwein der Weisen nach Molière (Uraufführung 14. September 2018, Theater Basel)[26]
- Der eingebildete Kranke oder das Klistier der reinen Vernunft nach Molière (Uraufführung 20. Dezember 2019, Bayerisches Staatsschauspiel)[27]
- mit SE Struck: Der diskrete Charme der Bourgeoisie nach Luis Buñuel (Uraufführung 12. März 2022, Schauspiel Frankfurt)[28]
- mit SE Struck: Der Würgeengel nach Luis Buñuel (Uraufführung 20. Januar 2024, Schauspiel Frankfurt)[29]

#### Hörspiel
- 2013: Die Geschichte meiner Einschätzung am Anfang des dritten Jahrtausends, Bearbeitung und Regie: Patrick Wengenroth, Komposition: PeterLicht (Deutschlandradio Kultur)